# Norbert Ruf
Norbert Ruf (* 1933 in Karlsruhe; † 22. Oktober 2012 in Freiburg im Breisgau) war ein katholischer Geistlicher und Kirchenrechtler. Mehr als 25 Jahre lang war er Offizial des Erzbistums Freiburg.

## Leben
Norbert Ruf empfing 1957 die Priesterweihe. Nach seelsorglicher Tätigkeit in Villingen setzte er seine Studien an der Universität Freiburg fort, wo er Assistent am Lehrstuhl für Kirchenrecht war. 1961 wurde er zum Dr. theol. promoviert und übernahm im selben Jahr bis 1965 die Pfarrei in Ebringen und blieb dort danach bis 1969 Pfarrverweser. Im Jahr 1968 folgte die Promotion zum Doktor beider Rechte.
Einer ersten Tätigkeit am Kirchengericht des Erzbistums Freiburg wurde er 1970 Vizeoffizial und 1979 Offizial. 1982 wurde er von Papst Johannes Paul II. zum Päpstlichen Ehrenprälaten ernannt. Zum 1983 veröffentlichten neuen Codex Iuris Canonici verfasste er einen praxisorientierten Kommentar, der zum Standardwerk wurde und fünf Auflagen sowie eine Lizenzausgabe in der DDR erlebte.
Ruf war in die Selig- und Heiligsprechungsverfahren der Erzdiözese Freiburg eingebunden, etwa in den Heiligsprechungsprozess für den seligen Bernhard von Baden und als Vernehmungsrichter in der Causa Ulrika Nisch.
Nach seinem Eintritt in den Ruhestand im Jahr 2004 war Ruf weiter als Kirchenrichter tätig und sichtete im Rahmen des Seligsprechungsverfahrens für Max Josef Metzger dessen schriftlichen Nachlass.

## Veröffentlichungen
- Furcht und Zwang im kanonischen Eheprozess unter besonderer Berücksichtigung der Ehesimulation (theol. Diss.), Freiburger theologische Studien 80, Freiburg 1963
- Die Strafzumessung im kanonischen Recht auf Grund der allgemeinen Lehren und Sonderbestimmungen (jur. Diss.), Freiburg 1968
- Und dachte über die Worte nach –: Meditationshilfen für die Evangelien der Sonn- u. Feiertage, Lesejahr B, Karlsruhe 1975, ISBN 3-7617-0077-6
- Das Recht der katholischen Kirche nach dem neuen Codex iuris canonici – für die Praxis erläutert, 5. Aufl., Freiburg 1989, ISBN 3-451-19842-8
- Leise Worte der seligen Ulrika geistlich betrachtet, Beuron 1997, ISBN 3-87071-077-2